# Billet de 1 000 francs bleu
Pour les articles homonymes, voir 1 000 francs.
Recto
Verso
Chronologie
1 000 francs noir 1 000 francs bleu et rose
Le 1 000 francs bleu est un billet de banque en francs français créé par la Banque de France le 4 décembre 1862 et émis le 6 juillet 1863 pour remplacer le 1 000 francs noir. Il sera suivi par le 1 000 francs bleu et rose.

## Historique
Les « billets noirs  », fabriqués entre 1803 et 1862, sont de plus en plus facilement imitables par les contrefacteurs du fait des techniques photographiques. Dès 1857, l'institution monétaire travaille sur un projet de billet imprimé dans une couleur bleu, laquelle est non photogénique. D'autre part, pour la première fois, un verso différent du recto est imprimé en positif avec le concept de fenêtre blanche. Enfin, les signatures et les numérotations de série sont mécanisées.
Cette série compte aussi le 50 francs bleu 1864, le 100 francs bleu et le 500 francs bleu.
Le 1 000 francs bleu fut retiré de la circulation à compter du mois de mai 1888 et définitivement privé de cours légal en janvier 1923.

## Description
Le recto reproduit le motif du 1 000 francs noir conçu en 1842 par Jacques-Jean Barre, motif qui a été repris par le graveur Charles Maurand : allégorique, il représente deux hercules accroupis supportant à droite et à gauche des groupes de femmes vêtues à l’antique. La loi et la Justice s’appuient, au bas du billet, sur une console que surmonte le coq gaulois et deux génies ailés soutiennent dans la partie supérieure un médaillon qui laisse voir l’Amour appuyé sur un lion.
Pour le verso, la vignette originellement conçue et dessinée par Camille Chazal également gravée par Maurand. Elle représente un couple de femmes (la Mer et la Terre) assises de chaque côté d'une stèle surmontée d'une tête de Cérès regardant de face.
L'impression est faite en bleu, les numéros de série sont en noir.
Le filigrane blanc et ombré situé au centre dans un cartouche rectangulaire reproduit la somme de mille francs en lettres et en chiffre ainsi que "Banque de France" en capitales.
Les dimensions sont de 235 × 130 mm.